# El Calabacino
El Calabacino, en origen Calabacinos, es una aldea de España, antiguo despoblado,  situada en el término municipal de Alájar, provincia de Huelva, Comunidad autónoma de Andalucía, dentro del Parque Natural Sierra de Aracena. En 2009 contaba con una población de 103 habitantes.

## Historia y población
Según recoge el Diccionario geográfico-estadístico-histórico de Pascual Madoz, la localidad tenía en 1850 alrededor de 230 habitantes o almas, que se corresponderían con los 57 vecinos que relata el informe del diccionario. Sin embargo, a lo largo del siglo siglo XX, fue perdiendo población de forma progresiva hasta quedar completamente abandonada.
A partir de la década de 1970, comenzaron a llegar nuevos pobladores, principalmente gente bohemia, artesanos y artistas,  que ocuparon y restauraron las ruinas y edificaron casas nuevas.
La aldea posee una pequeña iglesia, de 1749, de planta cuadrada cubierta con bóveda vaída y tres hornacinas de planta rectangular cubiertas con bóvedas de cañón, consagrada a la Santísima Trinidad. El templo cuenta con una sacristía de  construcción posterior.

## Denuncias
En 2017, la Fiscalía de Medio Ambiente de la Junta de Andalucía denunció "de oficio" a varias familias de la aldea por delitos contra la ordenación del territorio, a partir de varios expedientes administrativos abiertos por parte de la Dirección del Parque Natural debido a que  la tipología de las viviendas no se ajustaba a la normativa, imponiendo multas y condenas de prisión. En 2021, los casos aún estaban pendientes de la resolución. A partir de un recurso planteado de reconocer al Calabacino como hábitat rural diseminado de interés social y ecológico, asunto aprobado en pleno del Ayuntamiento de Alájar y pendiente de la ratificación de la Junta de Andalucía, los pobladores han aspirado a regular de ese modo su situación.